# Sambuci
Sambuci ist eine Gemeinde in der Metropolitanstadt Rom in der italienischen Region Latium mit 821 Einwohnern (Stand 31. Dezember 2024). Sie liegt 48 km östlich von Rom. Ihr Name leitet sich vom hier wachsenden Holunder (italienisch = Sambuco) her.

## Geographie
Sambuci liegt in den Monti Ruffi oberhalb des Tals des Aniene und ist Mitglied der Comunità Montana Valle dell’Aniene.

## Bevölkerung
| Jahr      | 1871 | 1901 | 1921 | 1951 | 1971 | 1991 | 2001 |
| Einwohner | 683  | 1027 | 1010 | 818  | 742  | 819  | 891  |

## Politik
Dario Ronchetti (Bürgerliste Insieme per Sambuci) wurde 2004 zum Bürgermeister gewählt. Am 26. Mai 2014 wurde er im Amt bestätigt.

## Söhne und Töchter des Ortes
- Fulvio Astalli (1655–1721), Bischof und Kardinal